# Achille Fould (1861-1926)
Pour les autres membres de la famille, voir Famille Fould.
Achille Fould (10 août 1861 à Paris - 15 février 1926 à Paris) est un homme politique français.

## Biographie
Fils d'Adolphe-Ernest Fould, éleveur de chevaux de courses, il est conseiller général des Hautes-Pyrénées lorsqu'il est élu député bonapartiste en 1889. Il est constamment réélu jusqu'en 1906.
Époux de Marie-Louise Heine-Fould, fille du banquier Armand Heine (de), il est le père de Jacques et Armand Achille-Fould.
Il décède à Paris le 15 février 1926 et repose au cimetière du Père Lachaise (4ème division), à Paris.

## Pour approfondir